# 张洪奎
张洪奎（1926年—1991年），男，吉林双辽人，中华人民共和国政治人物，曾任中共延边朝鲜族自治州委书记，吉林省政协副主席。